# Jan Mazurkiewicz (prawnik)
Jan Mazurkiewicz (ur. 29 maja 1895 w Leńczach Górnych, zm. 13 września 1964) – porucznik piechoty Wojska Polskiego, działacz niepodległościowy, kawaler Orderu Virtuti Militari, sędzia, prokurator.

## Życiorys
Urodził się 29 maja 1895 w Leńczach Górnych, w ówczesnym powiecie wadowickim Królestwa Galicji i Lodomerii, w rodzinie Piotra, zwrotniczego kolejowego i Józefy z Krzeszowskich. Ukończył szkołę powszechną w Lanckoronie i w 1914 ośmioklasowe c. i k. Gimnazjum w Podgórzu, w którym złożył maturę. Od 1 lipca 1912 w Stroniu działał w Drużynach Bartoszowych i Związku Strzeleckim. 14 sierpnia 1914 w Krakowie wstąpił do Legionów Polskich i został przydzielony do batalionu uzupełniającego Andrzeja Galicy. W połowie listopada 1914 zachorował na zapalenie płuc i został zwolniony z Legionów, a później wcielony do cesarskiej i królewskiej Armii i przydzielony do c. i k. Pułku Piechoty Nr 56. Ukończył szkołę oficerów rezerwy w Lublanie. 9 grudnia 1917 został mianowany chorążym.
Od 1 listopada 1918 służył w 26 pułku piechoty w Radomsku. 27 stycznia 1919 został przyjęty do Wojska Polskiego jako chorąży byłej armii austro-węgierskiej i mianowany podporucznikiem. W szeregach 26 pp walczył na wojnie z bolszewikami. Wyróżnił się męstwem dowodząc 11 kompanią w czasie zagonu na Kowel, w dniach 12 i 13 września 1920. 19 lutego 1921 został zatwierdzony z dniem 1 kwietnia 1920 w stopniu porucznika, w piechocie, w grupie oficerów byłej armii austro-węgierskiej. 21 października 1921 został przeniesiony do rezerwy. 8 stycznia 1924 został zatwierdzony w stopniu porucznika ze starszeństwem z 1 czerwca 1919 i 4686. lokatą w korpusie oficerów rezerwy piechoty. Posiadał wówczas przydział w rezerwie do 11 pułku piechoty w Tarnowskich Górach. W 1934, jako oficer rezerwy pozostawał w ewidencji Powiatowej Komendy Uzupełnień Żywiec. Posiadał przydział w rezerwie do 12 pułku piechoty w Wadowicach.
W latach 1923–1928 studiował na Wydziale Prawa Uniwersytetu Jagiellońskiego. 5 listopada 1928 rozpoczął pracę w sądownictwie. 23 czerwca 1932 zdał egzamin na urząd sędziowski. 27 października 1932 został mianowany sędzią grodzkim w Białej. 1 lutego 1933 został przeniesiony do Sądu Grodzkiego w Kętach. W latach 1935–1936 pełnił obowiązki kierownika Sądu Grodzkiego w Kętach. Pracę zawodową łączył wówczas z działalnością społeczną w Związku Strzeleckim w rodzinnych Leńczach i w Kętach oraz w Lidze Obrony Powietrznej i Przeciwgazowej w Kętach i Wadowicach, a także w Polskim Czerwonym Krzyżu w Kętach. W 1936 został przeniesiony do Sądu Grodzkiego w Jędrzejowie. 15 listopada 1937 został mianowany sędzią okręgowym w Katowicach i z dniem 1 stycznia 1938 wyznaczony członkiem Wydziału Zamiejscowego Katowickiego Sądu Okręgowego w Rybniku.
21 sierpnia 1945 został mianowany prokuratorem Sądu Okręgowego w Wadowicach z ważnością od 12 lutego 1945. Z racji pełnionej funkcji był odpowiedzialny za przeprowadzenie egzekucji Rudolfa Hößa, która została wykonana 16 kwietnia 1947 na terenie byłego obozu koncentracyjnego Auschwitz.
Zmarł 13 września 1964 i został pochowany na cmentarzu Parafii Świętych Apostołów Piotra i Pawła w Leńczach.

## Ordery i odznaczenia
- Krzyż Srebrny Orderu Wojskowego Virtuti Militari nr 1927 – 28 lutego 1921[29][30][31][14]
- Medal Niepodległości – 23 grudnia 1933 „za pracę w dziele odzyskania niepodległości”[32][3][33]
- Medal Pamiątkowy za Wojnę 1918–1921[20]

9 grudnia 1935 Komitet Krzyża i Medalu Niepodległości ponownie rozpatrzył jego wniosek, lecz Krzyża Niepodległości nie przyznał.